# El Terminillo
El Terminillo es un despoblado español situado en el término municipal de Segovia, en la provincia de Segovia, comunidad autónoma de Castilla y León.
Actualmente es un caserío ubicado tras el Parador de Turismo de Segovia que mantiene varios edificios en ruinas dentro de un cercado en el límite con La Lastrilla.

## Geografía

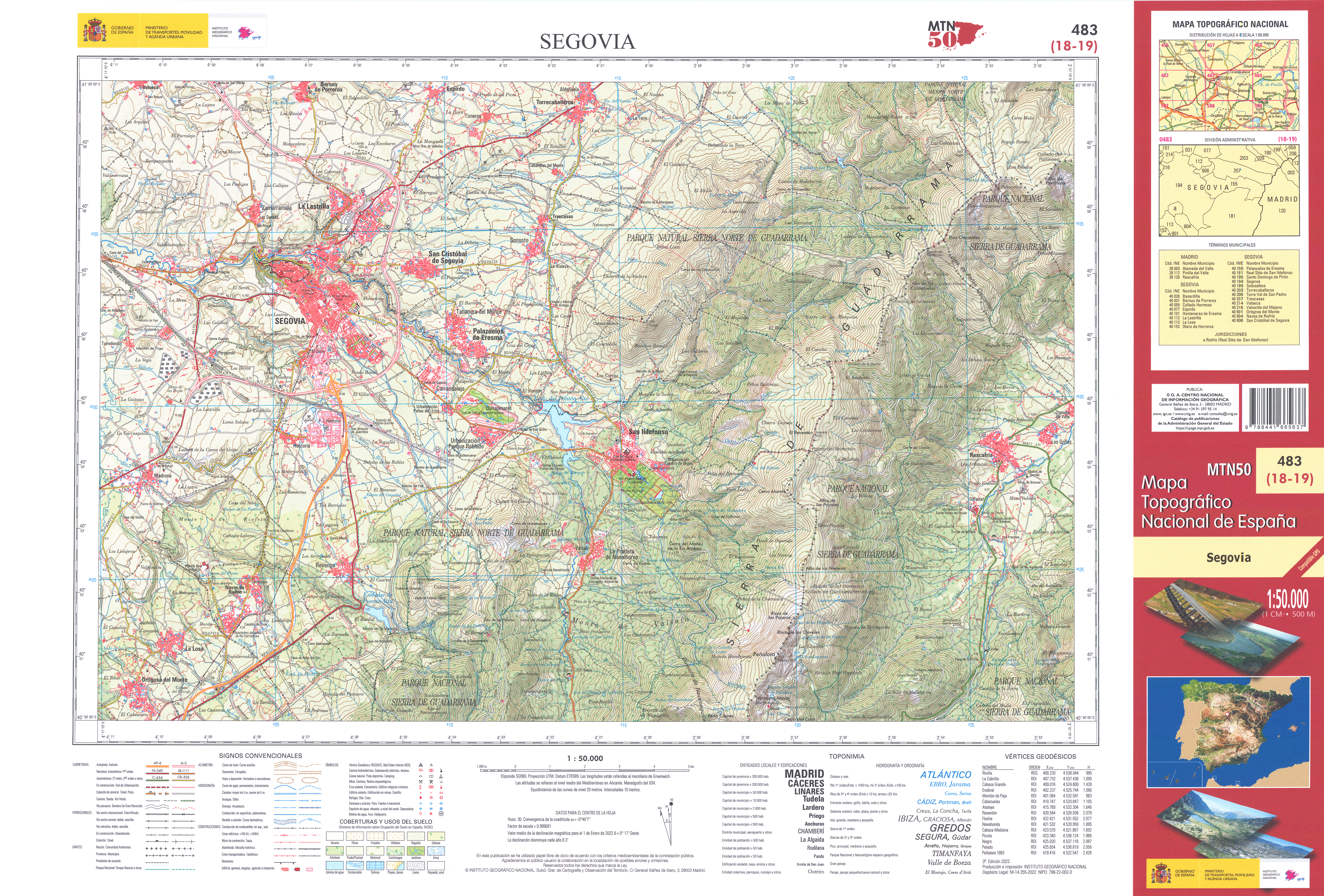
Fragmento de la hoja 483 del Mapa Topográfico Nacional de España de 2022 en el que se representa el caserío de El Terminillo

Se sitúa en el paraje de Las Zumaqueras 0,3 km al sur/sureste de La Lastrilla, 0,2 km al norte del barrio de San Lorenzo de Segovia. Cercado por la Carretera de Valladolid CL-601a, está lindando con el aparcamiento del Parador de Turismo de Segovia y su helipuerto, además de a escasos metros de la Residencia Mixta. Desde el emplazamiento se observa gran cantidad del patrimonio de la ciudad, debido a ello se ha situado un mirador homónimo en las proximidades.
En su término se encuentran arenas silíceas del Cretácico Superior con 90 millones de años, una formación geológica de gran valor natural, usada desde hace siglos para la construcción y fabricación del vidrio.

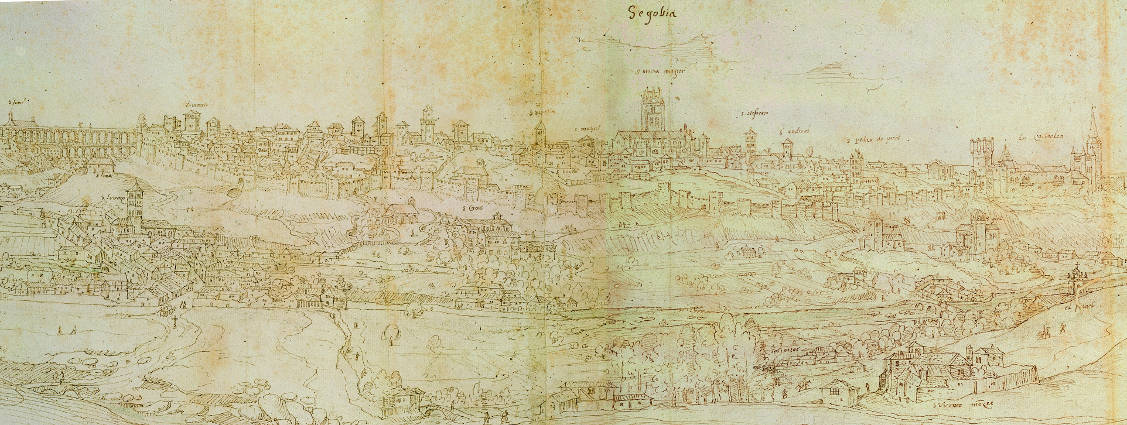
Vista general de la ciudad de Segovia desde El Terminillo en 1562, por Anton van den Wyngaerde

## Historia
En 1562, consta un gravado realizado por Anton van den Wyngaerde desde el emplazamiento de El Terminillo, este es un importante testimonio de la ciudad en esta época que se conserva en el Museo de Segovia.
Se trató de un lugar donde existía una plantación de viñedos que producían un vino afamado en la zona.
La Diputación Provincial negoció en 1932 con la entonces propietaria, la marquesa Margarita Miguel Gonzales para adquirir la finca y edificar un centro de reclusión de enfermos mentales posiblemente similar al de la Real quinta de Quitapesares en Palazuelos de Eresma. Sin embargo el Obispado heredaría la localidad de "una marquesa fallecida en 1936".
En 1940 era una pedanía de Segovia y contabiliza cinco viviendas y otras siete edificaciones, aglutinando 41 habitantes de derecho; 40 de hecho.
Ya en la década de los 1970, el terreno se vendió para la construcción del Parador de Turismo de Segovia, tras inaugurarse en 1978 las ruinas del caserío se situaron en la parte trasera de este, quedando definitivamente despoblado y frenándose el cultivo de viñedos, pero no así la existencia de almendros preexistentes.
Hoy, aún manteniéndose varios edificios techados, el lugar se encuentra en gran decadencia y avanzada ruina. Usadas, al estar abiertas al público, sus construcciones como lugar de experimentación de grafiteros y encuentro de turbamulta.